# Marcello Castellini
Marcello Castellini (Perugia, 2 januari 1973) is een Italiaanse voormalig profvoetballer (verdediger). Hij speelde voor Perugia, Parma FC, UC Sampdoria en Bologna FC.
Castellini speelde in 2003 één interland tegen Roemenië voor de Italiaanse nationale ploeg.

## Carrière
| seizoen   | club         | land   | competitie      | wed. | goals |
| --------- | ------------ | ------ | --------------- | ---- | ----- |
| 1990-1994 | Perugia      | Italië | Serie C1        | 51   | 0     |
| 1994-1996 | Parma FC     | Italië | Serie A         | 17   | 0     |
| 1996-1997 | Perugia      | Italië | Serie A         | 27   | 1     |
| 1997-2000 | UC Sampdoria | Italië | Serie A/Serie B | 73   | 1     |
| 2000-2003 | Bologna FC   | Italië | Serie A         | 86   | 0     |
| 2003-2004 | Parma FC     | Italië | Serie A         | 32   | 0     |
| 2004-2006 | UC Sampdoria | Italië | Serie A         | 57   | 3     |
| 2006-2009 | Bologna FC   | Italië | Serie A/Serie B | 84   | 0     |